# Stenomera blanchardii
Stenomera blanchardii är en skalbaggsart som beskrevs av Lucas 1850. Stenomera blanchardii ingår i släktet Stenomera och familjen kapuschongbaggar. Inga underarter finns listade i Catalogue of Life.